# Penthetria gracilima
Penthetria gracilima är en tvåvingeart som beskrevs av Edwards 1928. Penthetria gracilima ingår i släktet Penthetria och familjen hårmyggor. Inga underarter finns listade i Catalogue of Life.